# 1977 TD1
1977 TD1 är en asteroid i huvudbältet som upptäcktes den 12 oktober 1977 av den Schweiziska astronomen Paul Wild vid Observatorium Zimmerwald.
Asteroiden har en diameter på ungefär 7 kilometer och den tillhör asteroidgruppen Eunomia.